# Marcello Abbado
Pour les articles homonymes, voir Abbado.
Marcello Abbado (né le 7 octobre 1926 à Milan et mort le 4 juin 2020 à Stresa) est un pianiste et compositeur italien.

## Biographie
Élevé dans une famille de musiciens, Marcello Abbado est le fils de Michelangelo Abbado (it), le frère du chef d'orchestre Claudio et le père de Roberto Abbado.
Il a étudié le piano au Conservatoire Giuseppe-Verdi avec Gianandrea Gavazzeni et Renzo Lorenzoni, obtenant son diplôme en 1944. Il a ensuite étudié la composition avec Giulio Cesare Paribèni et Giorgio Federico Ghedini, réussissant son diplôme en 1947.
De 1958 à 1966, il dirige le conservatoire Giuseppe Nicolini à Plaisance.

## Carrière
En tant que pianiste, son répertoire comprend les 27 concertos pour piano de Mozart, joué avec le Philharmonique de Vienne, et l'intégralité des œuvres pour piano de Debussy. Il a également interprété la musique pour clavier de J. S. Bach et d'Alessandro Scarlatti, et des concertos pour piano, dont ceux de Tchaïkovski et Prokofiev et le Concerto pour la main gauche. Il s'est produit dans les grandes salles de Pékin, Budapest, Buenos Aires, Londres, Milan, Montréal, Moscou, New York, Paris, Rome, Tokyo et Vienne.
En plus de son activité de concertiste, Abbado a également été professeur de composition musicale au Conservatoire de Bologne pendant douze ans, également à Parme et à Plaisance. Il a ensuite été directeur du Conservatoire Giuseppe Nicolini de Plaisance (1958 à 1966), du Conservatoire "Gioacchino Rossini" de Pesaro (1966 à 1972) et enfin du Conservatoire Giuseppe Verdi de Milan (1972 à 1996). Il a également été membre du conseil d'administration de la Teatro alla Scala pendant vingt-quatre ans. En 1993, en collaboration avec Vladimir Delman, il forme l'Orchestre symphonique Giuseppe-Verdi de Milan, dont il est resté le directeur artistique de 1993 à 1996.
Ses nombreuses compositions ont été publiées par de grands éditeurs italiens, dont Carish, Curci, Ricordi et Suvini Zerboni. Des programmes dédiés exclusivement à sa musique ont été joués au Japon, en Russie et les États-Unis.
Abbado a été président et membre du jury de concours musicaux internationaux, dont le Concours Beethoven à Vienne, Bösendorfer à Bruxelles, Concours international de musique Maria-Canals à Barcelone, Ciani à Milan, Min-On à Tokyo, Obraztosva à Saint-Pétersbourg, Rubinstein à Tel Aviv, et Concours international de piano Van-Cliburn à Fort Worth, entre autres.

## Œuvres
- 15 Poesie T'ang pour voix et 4 instruments
- Aus dem klavier (Pour le piano) pour piano
- Chaconne pour violon
- Ciapo pour voix et neuf instruments
- Duo pour violon et violoncelle (1952)
- Scena senza storia, ballet (1954)
- 15 Poesie T'ang pour voix, flûte, hautbois, violoncelle et piano (1959)
- Ostinato sopra un ritmo dalla Sinfonia del Signor Bruschino di Rossini pour piano, cordes et percussion (1994)
- Sette Ricercari e Sei Intermezzi pour violon et orchestre (1996)
- L'idea fissa pour violon, chœur et treize voix (1996)
- Musica celeste (1997)
- Dieci canti popolari siciliani pour violon, voix et orchestre (1997)
- Le campane di Mosca pour violon et percussion (1998)
- Hawaii 2000
- Lento e Rondò pour violon, percussion et orchestre (2000)
- Costruzione pour douze violoncelles (2001)
- Variazioni sopra un tema di Mozart pour orchestre (2001)
- Nuova Costruzione pour huit bois (2002)
- Concerto per flauto e orchestra (2002)
- Australia pour violon, didgeridoo, piano et percussion (2002)
- Asif, Saleem, Nasreen pour violon, alto, violoncelle et cordes (2002)
- Risonanza magnetica pour piano et percussion (2003)
- Stage music pour La voix humaine par Jean Cocteau (2003)
- Il buio negli occhi (2003)
- La strage degli innocenti, cantate pour voix soliste, chœur d'enfants, chœur mixte et orchestre
- Concerto pour orchestre
- Hommage à C. Debussy pour orchestre
- Doppio concerto pour violon, piano et double orchestre de chambre
- Quadruplo concerto pour piano, violon, alto, violoncelle et orchestre
- Concerto pour harpe et quatuor à cordes (2003-2004)
- Concerto per carillon e orchestra (2005)
- Tankstream, pour quatuor à cordes (2005)
- Fantasia russa pour violon et quatuor à cordes (2005)
- Sinfonia degli arrivi (2006)
- Carillon su Joyce Yang pour piano et percussion (2006)
- Quattro Viola Fantasie pour hautbois, trompette, piano et vibraphone (2006)
- Kazach Fantasy pour violon et orchestre Kazach (2006)
- Bali pour violon et gamelan indonésien (2006)
- Costruzioni... e Ricostruzioni (2007)
- Mondrian trio pour trio avec piano (2007)
- Carillon on Min-On pour piano à quatre mains (2008)
- Van Cliburn Concerto pour quatre pianos et orchestre (2008)
- Java pour percussion (2008)
- Concerto pour quatre violons et cordes (2008)
- Dialogo a due voci pour la main gauche (2009)
- Per due orchestre (2009)
- Gloria per Gloria pour soprano, chœur et orchestre (2009)
- Stagioni pour violon et récitant (2009)
- Alicante pour six cors, six trompettes, six trombones (2010)
- Sogno pour orchestre (2010)
- Asia pour percussion, voix enregistrées et instruments asiatiques  (2010)
- Dialogo pour harpe et trompette (2011)
- Sitkovetsky Wu pour violon et piano (2011)
- Marlaena Kessick pour flûte et orchestre (2011)
- Fantasia pour violoncelle (2011)
- Trio pour piano, chant, danceur (2012)
- Fantasia ungherese pour flûte (2012)
- Trio pour violon, violoncelle et contrebasse (2012)
- Ceneri pour piano (2012)
- Così non fan tutte pour orchestre (2013)
- Tastiera sola pour piano (2013)
- Fibonacci pour piano (2013)
- Alhambra pour orchestre
- Aus dem klavier pour piano
- Chaconne pour violon
- Costruzioni per 5 piccole orchestre
- Divertimento pour quatre bois et piano
- Doppio concerto pour violon, piano et double orchestre de chambre
- Lamento per la morte della madre pour piano
- Musica pour orchestre
- Quartetto no 1, no 2 et no 3, quatuors à cordes
- Riverberazioni pour flûte, hautbois, basson et piano

## Distinctions
- Médaille du mérite de la culture et de l'art (1989)